# Scott Donie
Scott Donie, né le 10 octobre 1968 à Vicence en Italie, est un plongeur américain.

## Palmarès

### Jeux olympiques
- Barcelone 1992
  -  Médaille d'argent en plateforme 10 mètres[1].